# Партия ашкали за интеграцию
Партия ашкали за интеграцию (алб. Partia Ashkalinjëve për Integrim, PAI) — политическая партия ашкали в Косово, зарегистрированная 5 ноября 2010 года. Штаб-квартира находится в Косово-Поле.

## История
На парламентских выборах 2010 года партия получила 0,2% голосов и одно из мест, зарезервированных для этнических меньшинств. Партия смогла сохранить свои места в парламенте на выборах 2014, 2017 и 2021 годов. Партия привлекла международное внимание в начале 2021 года, когда Конституционный суд признал недействительным голосование депутата от PAI MP Этема Арифи при утверждении кабинета министров. Поскольку из-за этого кабинет не набрал необходимое число голосов, это привело к досрочным выборам.

## Электоральная история
| Год  | Количество голосов | % голосов | Количество занятых мест | Места косовских цыган и ашкали | Изменения |
| ---- | ------------------ | --------- | ----------------------- | ------------------------------ | --------- |
| 2010 | 1,386              | 0.20      | 1 из 120                | 1 из 4                         | ▲ 1       |
| 2014 | 1,583              | 0.22      | 1 из 120                | 1 из 4                         | ▬         |
| 2017 | 2,107              | 0.29      | 1 из 120                | 1 из 4                         | ▬         |
| 2019 | 3,113              | 0.37      | 1 из 120                | 1 из 4                         | ▬         |
| 2021 | 2,138              | 0.25      | 1 из 120                | 1 из 4                         | ▬         |